# Schumanov plan
Schumanov plan je plan o regulaciji odnosa na području crne metalurgije kojeg je 1950. godine izložio francuski ministar vanjskih poslova Robert Schuman.
U fokusu njegovih razmatranja našla se regulacija odnosa u proizvodnji i distribuciji ugljena i čelika na osnovama izgradnje naddržavnih institucija na ovom polju, što bi bila osnova za početak stvaranja mnogo sadržajnijih cjelokupnih odnosa, osobito između Francuske i Njemačke. Bio je to vizionarski pothvat, pogotovo ako se zna u kojoj su mjeri relacije između te dvije države bile opterećene brojnim, naizgled, nepremostivim antagonizmima.
I sam Schuman je istakao da se zajednička Europa neće stvoriti odjednom, već će se stvarati na osnovama konkretnih poteza i solidarnosti.
| Portal:Europa | Portal:Europa |